# Bérigny
Bérigny – miejscowość i gmina we Francji, w regionie Normandia, w departamencie Manche.
Według danych na rok 1990 gminę zamieszkiwało 359 osób, a gęstość zaludnienia wynosiła 30 osób/km² (wśród 1815 gmin Dolnej Normandii Bérigny plasuje się na 541. miejscu pod względem liczby ludności, natomiast pod względem powierzchni na miejscu 386.).